# The Velvet Underground & Nico
The Velvet Underground & Nico — дебютний альбом американського гурту The Velvet Underground за участю співачки Ніко; один з найбільш значущих альбомів в історії рок-музики, котрий надав колосальний вплив на її подальший розвиток (особливо на альтернативний рок). Був записаний в США у трьох різних студіях протягом 1966                 під час туру, організованому в рамках проекту Енді Воргола - Exploding Plastic Inevitable; більша частина сесій пройшла на Scepter Studios у Нью-Йорку в квітні. Альбом було видано у 1967 лейблом Verve Records. Альбом отримав популярність завдяки новаторським музичним підходами гурту, а також завдяки акценту на нетиповій для 1960-х темній ліриці з темами такими як наркоманія, проституція, садизм, мазохізм та сексуальні девіації.
Незважаючи на комерційний провал, з того часу альбом встиг став культовим і був визнаний одним з найвпливовіших рок-альбомів в історії музики, зайнявши 13-е місце в списку «Список 500 найкращих альбомів усіх часів за версією журналу «Rolling Stone»». У 2006 році альбом був внесений у регістр «National Recording Registry» США, для якого вибираються найбільш значущі записи для цієї країни.

## Список композицій
Автор музики і слів Лу Рід, якщо іншого  невказано. 
| Перша сторона | Перша сторона             | Перша сторона | Перша сторона |
| #             | Назва                     | Автор         | Тривалість    |
| ------------- | ------------------------- | ------------- | ------------- |
| 1.            | «Sunday Morning»          | Лу Рід, Кейл  | 2 хв. 54 с.   |
| 2.            | «I'm Waiting for the Man» |               | 4 хв. 39 с.   |
| 3.            | «Femme Fatale»            |               | 2 хв. 38 с.   |
| 4.            | «Venus in Furs»           |               | 5 хв. 12 с.   |
| 5.            | «Run Run Run»             |               | 4 хв. 22 с.   |
| 6.            | «All Tomorrow's Parties»  |               | 6 хв.         |

| Друга сторона | Друга сторона                  | Друга сторона              | Друга сторона |
| #             | Назва                          | Автор                      | Тривалість    |
| ------------- | ------------------------------ | -------------------------- | ------------- |
| 7.            | «Heroin»                       |                            | 7 хв. 12 с.   |
| 8.            | «There She Goes Again»         |                            | 2 хв. 41 с.   |
| 9.            | «I'll Be Your Mirror»          |                            | 2 хв. 40 с.   |
| 10.           | «The Black Angel's Death Song» | Рід, Кейл                  | 3 хв. 11 с.   |
| 11.           | «European Son»                 | Рід, Кейл, Моррісон, Такер | 7 хв. 46 с.   |

## Обкладинка
Обкладинка альбому була намальована Енді Ворголом і є, можливо, однією з найбільш характерних і впізнаваних обкладинок альбомів усіх часів. На ній зображений яскраво-жовтий банан, стоїть підпис Воргола і дрібний напис «Peel slowly and see» (повільно знімай шкурку і дивися). На ранніх виданнях пластинки, банан був просто наклеєний зверху на конверт, і, якщо його відліпити, під ним виявлявся очищений рожевий Банан, намальований на самій обкладинці. Пізніше зображення банана було використано на безлічі різних видань матеріалу Velvet Underground, в тому числі на відомому бокс-сеті Peel Slowly and See, 1995.

## Склад
- Ніко — вокал («Femme Fatale», «All Tomorrow's Parties» і «I'll Be Your Mirror»), бек-вокал (у «Sunday Morning»)
- Лу Рід — вокал, лід-гітара
- Джон Кейл — електричний альт, піаніно, челеста (у пісні «Sunday Morning»), бас-гітара, бек-вокал
- Стерлінг Моррісон — ритм-гітара, бас-гітара, бек-вокал
- Морін Такер — перкусія, ударні